# Фурла, Джон
Джон Си Фурла (англ. John C. Furla, 15 августа 1870, Триполис — 31 мая 1938, Сент-Луис, Миссури) — американский легкоатлет, выступавший в марафонском беге. Участник летних Олимпийских игр 1904 года.

## Биография
Джон Фурла родился 15 августа 1870 года в греческом городе Триполис.
В 1893 году эмигрировал в США, поселился в Чикаго. В 1898 году получил американское гражданство. В Чикаго работал в фирме, которая занималась розливом газированных напитков. После того как этот бизнес пришёл в упадок, в апреле 1904 года перебрался в Сент-Луис. Работал на Всемирной выставке 1904 года продавцом фруктов.
В 1904 году вошёл в состав сборной США на летних Олимпийских играх в Сент-Луисе. В марафонском беге занял 13-е место среди 14 финишировавших.
Впоследствии стал успешным предпринимателем. Был председателем правления компании Furla Fruit Supply Co.
Активно занимался общественной деятельностью, помог создать приход греческой православной церкви в Сент-Луисе.
Умер 31 мая 1938 года в Сент-Луисе.

## Память
Награда победителю марафона «Дух Сент-Луиса», учреждённая семьёй Джона Фурлы, называется «Фурла Трофи».